# Ione thoracica
Ione thoracica is een pissebed uit de familie Bopyridae. De wetenschappelijke naam van de soort is voor het eerst geldig gepubliceerd in 1808 door Montagu.